# Taxe sur les véhicules de sociétés
La taxe sur les véhicules des sociétés (TVS) est une taxe annuelle sur les voitures particulières possédées ou utilisées par des sociétés.

## En France

### Historique
La TVS a été instituée en 2006 ; elle remplacait la taxe sur les véhicules de tourisme des sociétés (TVTS), instaurée en 1974. Celle-ci avait été fixée pour la période du 1er octobre 1974 au 30 septembre 1975 à 1 600 francs jusqu'à 7 chevaux fiscaux, et à 2 300 francs au-delà.[réf. souhaitée]
Entre 2006 et 2022, les sociétés sont taxées sur les véhicules qu’elles possèdent et qui sont immatriculées en France et sur celles qu’elles utilisent en France, cette modification visant à éviter la pratique des locations transfrontalières.
La TVS est remplacée par deux taxes depuis janvier 2022 : la taxe annuelle sur les émissions de CO2 et la taxe annuelle sur les émissions de polluants atmosphériques,.

### Principe
La TVS comportait deux composantes : la première est basée soit sur les émissions de CO2 soit sur la puissance fiscale, tandis que la seconde, en vigueur depuis le 1er octobre 2013, repose sur la date de mise en circulation du véhicule et reflète les émissions de polluants atmosphériques. Les véhicules Diesel sont plus lourdement taxés au titre de cette composante pour une même année de mise en circulation.
Pour les véhicules acquis après le 1er janvier 2006, mis en circulation après le 1er juin 2004 et ayant fait l'objet d'une réception communautaire, c’est-à-dire pour lesquels le constructeur a obtenu un certificat qui atteste sa conformité aux législations de tous les États membres, la première composante de la TVS est basée sur les émissions de CO2 du véhicule. Pour les autres véhicules, la première composante est calculée sur la base de la puissance fiscale du véhicule.
Le calcul se fait par ailleurs par tranche, selon un barème croissant : la taxe est calculée au gramme de CO2 par kilomètre ; la taxe est nulle jusqu'à 20 g/km, puis s'accroit. À l'intérieur de chaque tranche, le calcul se fait au premier gramme de CO2, ce qui donne lieu à des effets de seuil, à savoir une augmentation forte au moment du passage d'une tranche à la suivante.

### La TVS et les indemnités kilométriques
L’article 16 de la loi de finances a étendu en 2006 la notion de véhicules de société aux véhicules possédés ou pris en location par les employés ou les dirigeants d’une entreprise et pour lesquels la société procède à une indemnisation kilométrique. Cet article visait officiellement à rétablir l'équité fiscale entre les salariés qui utilisent des véhicules de sociétés et ceux qui utilisent pour des besoins professionnels leur véhicule personnel et obtiennent en retour des indemnités kilométriques. 
Les entreprises ne doivent toutefois s'acquitter de la totalité de la TVS que si le nombre de kilomètres indemnisé est supérieur à 45 000. En deçà de ce nombre, l'entreprise ne doit s'acquitter que d'une partie de la taxe, selon le barème ci-dessous :
- Jusqu'à 15 000 km : 0 %
- De 15 001 à 25 000 km : 25 %
- De 25 001 à 35 000 km : 50 %
- De 35 001 à 45 000 km : 75 %

En outre, chaque entreprise bénéficie d'un abattement de 15 000 euros sur le montant total de TVS dont elle doit s'acquitter au titre des indemnités kilométriques.

### Autres éléments de fiscalité liés aux véhicules utilisés par les sociétés

#### L’amortissement des véhicules
À partir de 2006, l’amortissement des véhicules de société a commencé lui aussi à dépendre de leurs émissions de CO2. L'amortissement d'un véhicule acheté en 2020 est ainsi limité à 30 000 € sur 3 ans pour les véhicules émettant moins de 20 g de CO2 au kilomètre, tandis qu'il se limite à 9 900 € sur 3 ans pour les véhicules émettant plus de 135 g de CO2 au kilomètre.[réf. souhaitée]

#### Taxes applicables lors de l'achat d'un véhicule
Outre la TVS, payable chaque année, les sociétés doivent s'acquitter des mêmes taxes que les particuliers lors de l'achat d'un véhicule (TVA mise à part). Les véhicules neufs sont assujettis à un bonus-malus écologique tandis que les véhicules d'occasion font l'objet d'une taxe additionnelle à la taxe sur les certificats d'immatriculation.
Le bonus-malus écologique (ou écopastille) est un dispositif créé en 2008 et basé sur les émissions de CO2 pour les véhicules ayant fait l'objet d'une réception communautaire, et sur la puissance fiscale pour les autres. Il consiste en une taxe ou une prime lors de l'achat d'un véhicule neuf.
En 2006, l'État a institué une taxe additionnelle à la taxe sur les certificats d'immatriculation pour les voitures émettant le plus de CO2. Cette taxe additionnelle est calculée sur la base des émissions de CO2 pour les véhicules ayant fait l’objet d’une réception communautaire et sur leur puissance fiscale pour les autres. Cette taxe, qui concernait initialement tous les véhicules, a été remplacée par l'écopastille pour les véhicules neufs. Elle ne s'applique donc plus qu'aux véhicules d'occasion.
- Les véhicules ayant fait l'objet d'une réception communautaire sont surtaxés au-delà de 200 grammes de CO2 par kilomètre, à hauteur de 2 euros par gramme au-dessus de ce seuil et jusqu'à 250 grammes (soit une taxe de 100 euros pour un véhicule émettant 250 g/km), puis de 4 euros par gramme au-delà de 250 grammes.
- Les autres véhicules sont taxés à partir de 10 chevaux fiscaux. La taxe s'élève à 100 euros jusqu'à 14 chevaux, et à 300 euros au-delà.

## En Belgique
Un système de TVS est mis en place à partir de 2012.

### France
- Service-Public.fr Taxe sur les véhicules de sociétés (TVS).
- Légifrance Code général des impôts : articles 1010 à 1010 B.
- Légifrance Code général des impôts, annexe 3 : article 406 bis.
- Bulletin Officiel des Finances Publiques-Impôts Bofip n° BOI-TFP-TVS relatif à la TVS.

### Belgique
- Ce qui va vraiment changer pour les voitures de société (lesoir.be - 2011)